# Sorbo Serpico
Sorbo Serpico ist ein Dorf mit 525 Einwohnern (Stand 31. Dezember 2023) in der Provinz Avellino, Region Kampanien. Der Ort ist Teil der Bergkommune Comunità Montana Terminio Cervialto.

## Geographie
Die Nachbarorte von Sorbo Serpico sind Atripalda, Salza Irpina, San Potito Ultra, Santo Stefano del Sole und Volturara Irpina.

## Bevölkerungsentwicklung
Sorbo Serpico zählt 236 Privathaushalte. Zwischen 1991 und 2001 fiel die Einwohnerzahl von 599 auf 566. Dies entspricht einer prozentualen Abnahme von 5,5 %.